# Microxydia ruficomma
Microxydia ruficomma är en fjärilsart som beskrevs av Louis Beethoven Prout 1910. Microxydia ruficomma ingår i släktet Microxydia och familjen mätare. Inga underarter finns listade i Catalogue of Life.